# Sandro Raniere
Sandro Ranieri Guimarães Cordeiro eller endast Sandro, född 15 mars 1989 i Riachinho, Minas Gerais, är en brasiliansk fotbollsspelare (defensiv mittfältare) som spelar för Goiás.

## Meriter
Internacional
- Campeonato Gaúcho: 2008, 2009
- Copa Sudamericana: 2008
- Suruga Bank Cup: 2009
- Copa Libertadores: 2010